# Simbolul Rabia
Rabia este un semn distinctiv și un simbol care a apărut pentru prima dată în 2013 la sfârșitul lunii august pe rețelele de socializare și în marșurile protestante.
Realizarea acestui semn se face prin ridicarea a patru degete, cu degetul mare strâns în palmă și reprezintă masacrul care a avut loc împotriva demnostranților pro-morsi în timpul manifestărilor care susțineau primul președinte ales democratic, Mohamed Morsi.

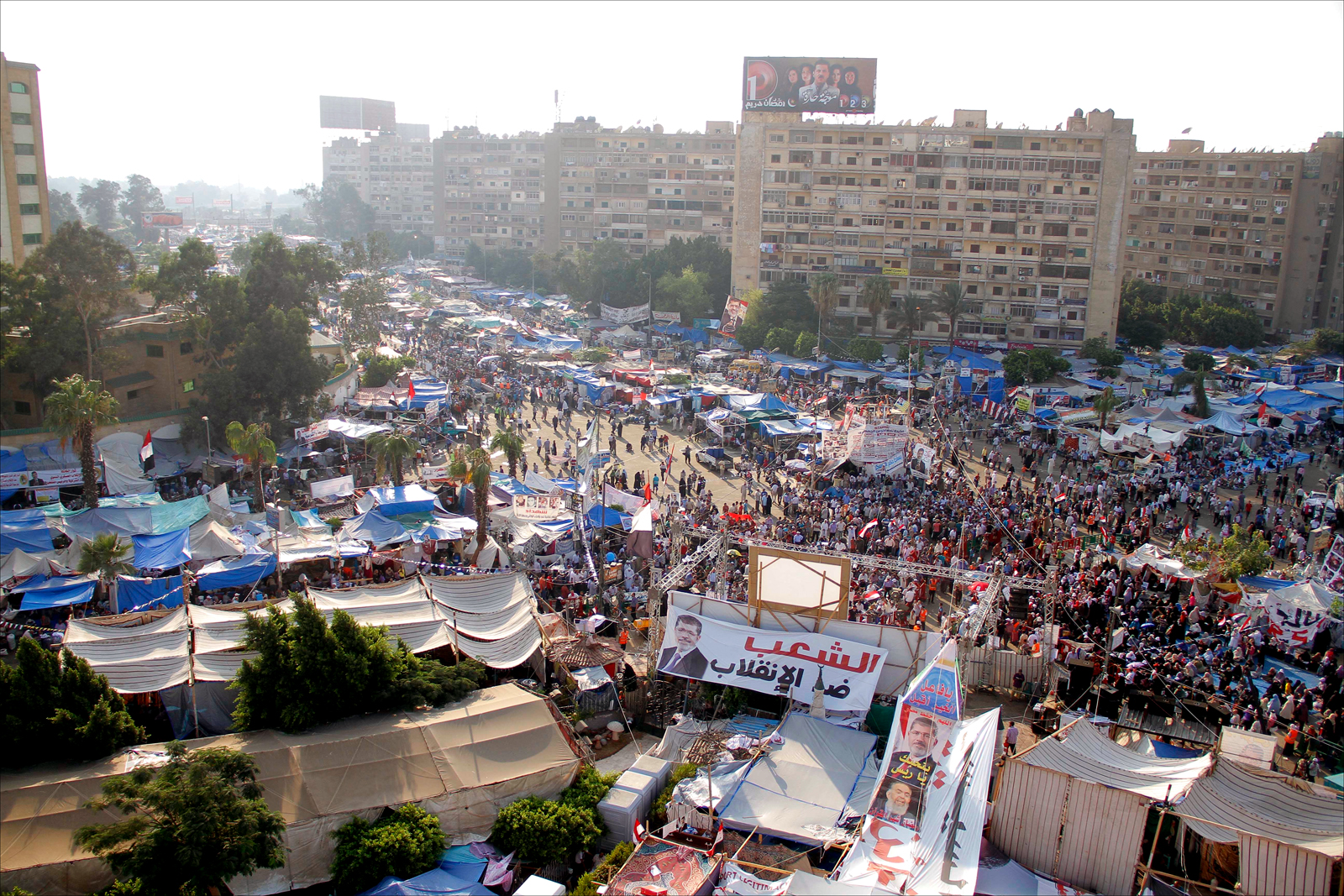
Rabia sit-in

## Semnificația Rabia
Rabia înseamnă patru sau al patrulea în limba arabă și este numit după Piața Rabia Al-Adawiya din Cairo care este acum la fel de faimoasă ca Piața Tahrir datorită rezistenței care a găzduit sute de mii de protestanți pentru mai mult de două luni.Această piață este numită după o femeie religioasă numită Adawiya.
Deoarece Adawiya a fost al patrulea copil al familiei, numărul patru a fost atașat de numele ei și a devenit un simbol datorită luptei pe care a avut-o pe tot parcursul vieții pentru libertate.

## Influența pe scară globală
Semnul Rabia a avut un impact semnificativ la nivel mondial.In Egipt forțele de securitate si forțele armate ale guvernului consideră că semnul are legatura cu Frăția Musulmană.Sancțiuni juridice sunt impuse utilizatorilor care il folosesc fie in marșuri de protest sau in mediul online.

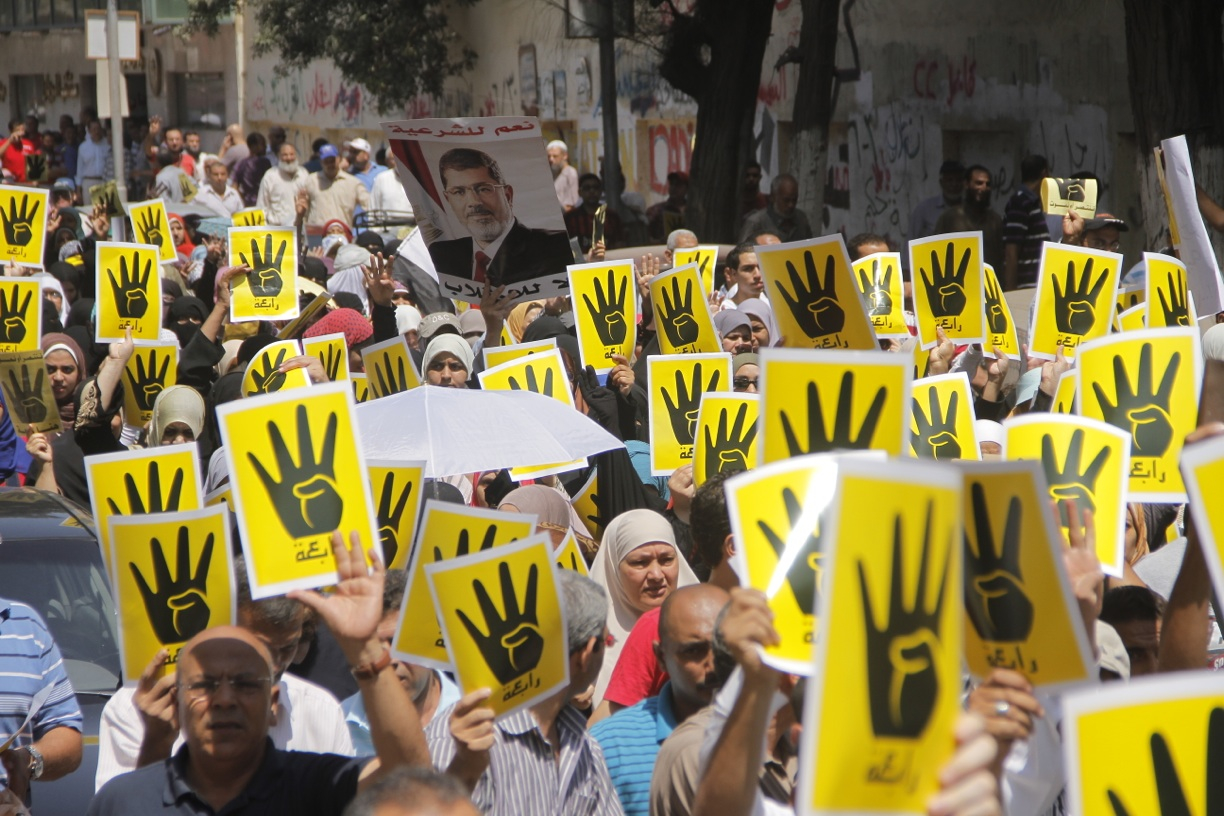

## Lovitura de stat
Proteste uriașe au avut loc la 30 iunie 2013 impotriva președintelui egiptean, Mohamed Morsi,si au fost susținute de o categorie majoritară care a cerut demisia președintelui si noi alegeri prezidențiale. Protestatarii participanți au fost conduși politic.Au fost adunați impotriva lui Mohamed Morsi deși s-au afiliat in mod dinstinct.Grupurile cheie participante au fost Miscarea Tamarod, Miscarea 6 Aprilie și Partidul Wafd Participantii neafiliați erau in mare parte seculariști. 
Mass-Media a jucat un rol important in creșterea furiei naționale.Se crede că principala cauză din spatele acestei furii si a creșterii opoziției a fost manipularea populației cum că Frăția Musulmană a incercat să aplice Legea Islamica in constituția egipteană.La acea dată, Mohamed Morsi a fost la putere timp de un an fiind primul președinte ales democratic in Egipt.El a refuzat să demisioneze, adresându-se ca fiind președintele legitim care a câștigat primele alegeri democratice din istoria modernă a Egiptului și subliniind faptul că alegerile democratice nu permit astfel de opoziții.Realizarea furiei de-a lungul străzilor din Cairo impotriva lui Mohamed Morsi a declanșat contra-demonstrații organizate de protestatarii pro-morsi, insistând că ar trebui să-și continue mandatul său de patru ani.
La data de 3 iulie o lovitură de stat a fost organizată de generalul Abdel Fattah el-Sisi care a dus la dispersarea protestanților pro-morsi si înlăturarea președintelui cu motivația de "a indeplini voința poporului"..La scurt timp după, suporterii lui Mohamed Morsi care se definesc pro-democratici au avut două demonstrații principale pentru a-și arăta nemulțumirea.

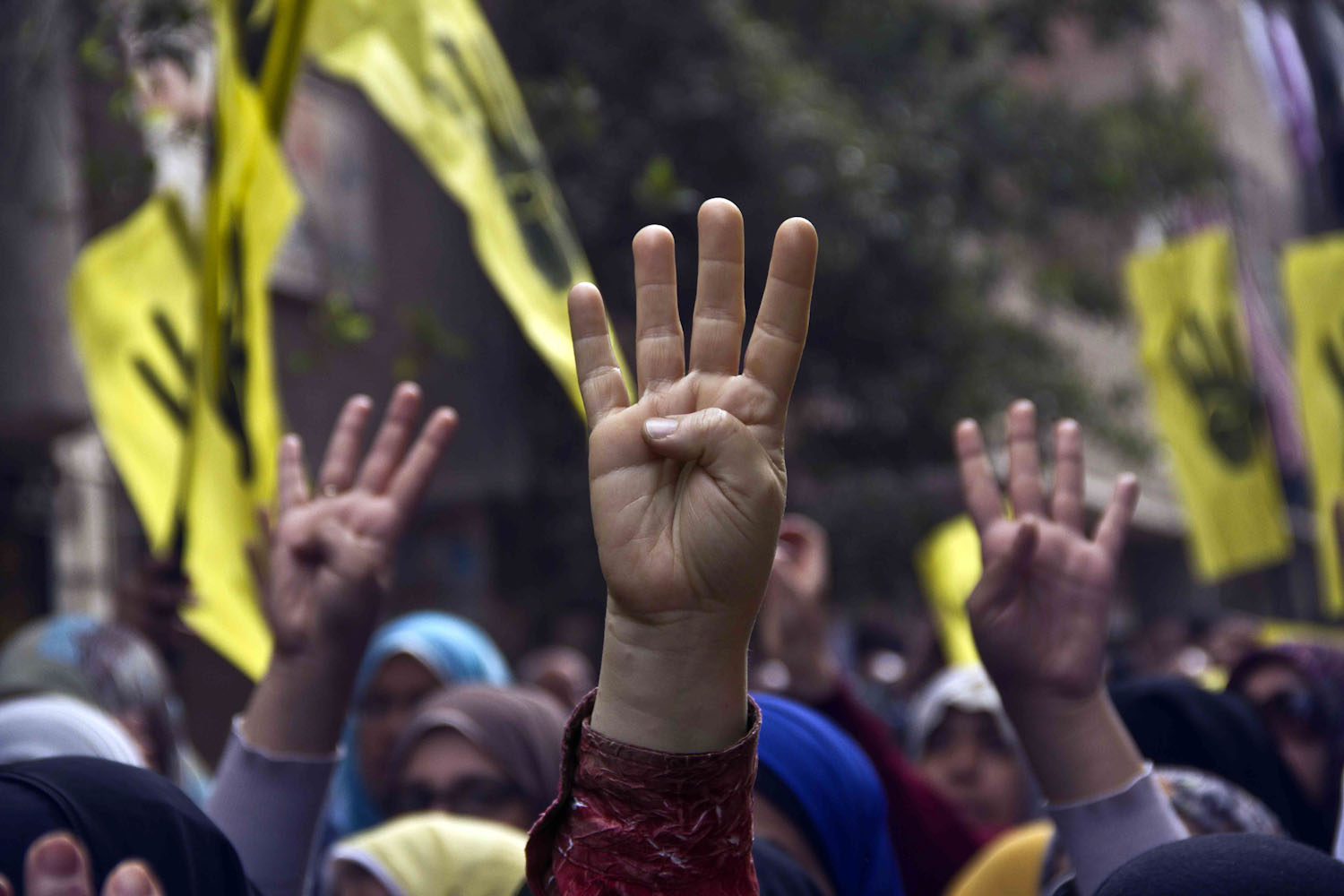

## Dispersarea mulțimii
La 14 august, poliția egipteană, cu ajutorul armatei,a decis să dizolve grupările pro-morsi după doua săptămâni de negocieri.Mass-media, infulențată de poliție si armată, a pretins existența unor arme grele din interiorul grupărilor, in incercarea de a justifica folosirea excesivă si exagerată de forță si folosirea armamentului cu muniție de război..Declarațiile guvernamentale susțin faptul că un polițist la fiecare 14 civili a fost ucis in timpul dispersării dar numărul total al civililor care și-au pierdut viața incă este discutat.Ministerul Sănătății al Egiptului a declarat 638 de civili uciși și 3994 de răniți in raport cu 43 de ofițeri de poliție uciși.
Cu toate acestea, un număr mai mare de civili uciși a fost raportat mai târziu.Lucrătorii de la o moschee din apropiere au afirmat că ministerul nu recunoaște in statisticile oficiale moartea a 200 de protestatari ale căror corpuri au fost mutate la o moschee din apropierea taberelor de protestanți.
O multime de corpuri au rămas neidentificate si numărul decedaților rămâne necunoscut.

## Apariția semnului
După dispersarea mulțimii, care este descrisă de către protestatari si activisti "un masacru", semnul Rabia s-a răspândit pe scară largă cu ajutorul mass-mediei si marșurilor de proteste la sfârșitul lunii august, ca mijloc de exprimare a solidaritații fată de victime.